# Сент-Элуа Лупопо
«Сент-Элуа Лупопо» — конголезский футбольный клуб из города Лубумбаши. Выступает в Линафут. Основан в 1939 году. Домашние матчи проводит на стадионе Стаде де ла Кения, вмещающем 35 000 зрителей.

## Достижения
- Линафут: 6

1958, 1968, 1981, 1986, 1990, 2002
- Кубок ДР Конго: 1

1968
- Провинциальная лига Катанги): 2

2001, 2003
- Vodacom Challenge: 1

2002

## Международные соревнования
- Лига чемпионов КАФ: 3

2003 — Второй раунд
2006 — Второй раунд
2007 — Предварительный раунд
- Клубный кубок Африки: 4

1969: Четвертьфинал
1982: Полуфинал
1987: Второй раунд
1991: Первый раунд
- Кубок Конфедерации КАФ: 2

2005 — Второй раунд
2006 — Групповой раунд

## Известные игроки
- Харви Оссет